# Cyprus International 2009
Die Cyprus International 2009 im Badminton fanden vom 8. Oktober bis zum 11. Oktober 2009 in Nikosia statt.

## Sieger und Platzierte
| Disziplin    | Gold                                     | Silber                               | Bronze                                |
| ------------ | ---------------------------------------- | ------------------------------------ | ------------------------------------- |
| Herreneinzel | Simon Maunoury                           | Ernesto Velazquez                    | Morten Kronborg                       |
| Herreneinzel | Simon Maunoury                           | Ernesto Velazquez                    | Michael Lahnsteiner                   |
| Dameneinzel  | Špela Silvester                          | Carolina Marín                       | Beatriz Corrales                      |
| Dameneinzel  | Špela Silvester                          | Carolina Marín                       | Wang Linling                          |
| Herrendoppel | Christopher Bruun Jensen Morten Kronborg | Laurent Constantin Sébastien Vincent | Joe Morgan James Phillips             |
| Herrendoppel | Christopher Bruun Jensen Morten Kronborg | Laurent Constantin Sébastien Vincent | Daniel Graßmück Roman Zirnwald        |
| Damendoppel  | Anastasia Chervyakova Natalia Perminova  | Danielle Barry Donna Haliday         | Tracey Baker Cathrine Grant           |
| Damendoppel  | Anastasia Chervyakova Natalia Perminova  | Danielle Barry Donna Haliday         | Rachel Thomas Sarah Thomas            |
| Mixed        | Henry Tam Donna Haliday                  | Richard Vaughan Sarah Thomas         | Roman Zirnwald Simone Prutsch         |
| Mixed        | Henry Tam Donna Haliday                  | Richard Vaughan Sarah Thomas         | Helgi Jóhannesson Ragna Ingólfsdóttir |